# Acido fitico
L'acido fitico (o  acido inositol-esafosforico, o estere esafosforico del mesoinositolo) è la principale forma di deposito di fosforo in molti tessuti vegetali, soprattutto nella crusca, nei semi e nella frutta secca (mandorle, noci, ecc.). 

## Funzioni biologiche
L'acido fitico assume una funzione biologica importante nel ciclo di crescita dei vegetali, favorendo la germinazione dei semi grazie all'apporto di fosforo organico.
Inoltre, svolge un ruolo biologico nel sangue degli uccelli, quale modulatore dell’affinità dell’emoglobina per l’ossigeno (ruolo che nei mammiferi viene svolto dall’acido 2,3-difosfoglicerico).
L'acido fitico e i fitati non sono digeribili per gli esseri umani o per gli animali non ruminanti, quindi non costituiscono una fonte di inositolo o fosfato se mangiati direttamente. Inoltre, hanno azione chelante e quindi rendono inassorbibili alcuni importanti micronutrienti, come zinco e ferro, e in misura minore anche macroelementi come calcio e magnesio (somministrato in alte dosi, favorisce il rachitismo dei giovani, impedendo l'assorbimento intestinale del calcio).
Per l'effetto chelante di altri elementi nutritivi, i fitati sono considerati antinutrizionali, cioè ad effetto contrastante la nutrizione. La demolizione dell'acido fitico nei ruminanti, che permette l'assimilazione regolare dell'inositolo, e la eliminazione dell'effetto chelante, è dovuta alla azione lisante e di dissolvente molecolare della flora batterica intestinale del rumine.
Fitina e acido fitico, presenti soprattutto nella soia e, in quantità molto più piccole, nella crusca dei cereali, sottraggono calcio e ferro all'organismo: questo inconveniente può essere ovviato mediante l'addizione dell'enzima fitasi. In maniera analoga, è possibile ridurre la concentrazione di fitina attraverso la cottura, che si rivela tuttavia meno efficace rispetto all'ammollo prolungato e alla fermentazione (come per esempio, nel caso specifico della soia, tramite la produzione di trasformati quali il tempeh e il natto).
I fitati possiedono inoltre un'azione contro i radicali liberi.